# Evolvulus
Evolvulus es un género  de plantas fanerógamas perteneciente a la familia de las convolvuláceas. Comprende 235 especies descritas y de estas, solo 100 aceptadas.

## Taxonomía
El género fue descrito por Carlos Linneo y publicado en Journal of Botany, British and Foreign 66: 141. 1928. La especie tipo es: Evolvulus nummularius (L.) L.

## Especies seleccionadas
- Evolvulus acapulcensis
- Evolvulus adscendens
- Evolvulus agrestis
- Evolvulus albiflorus
- Evolvulus alopecuroides
- Evolvulus alsinoides[3]

## Gallería
|               |
| E. alsinoides |

|               |
| E. arizonicus |

|               |
| E. glomeratus |

|                |
| E. nummularius |

|                 |
| E. nuttallianus |

|               |
| E. prostratus |